# لوسي كوتس
لوسي كوتس (بالإنجليزية: Lucy Coats)‏ هي كاتِبة بريطانية، ولدت في أبريل 1961 في باسينجستوك في المملكة المتحدة.

## وصلات خارجية
- الموقع الرسمي